# Hemikryptofyt
Hemikryptofyt er sammensat af tre græske ord:
hemi = halv; krypto- = skjult og phyton = en plante, altså ordret: "den halvskjulte plante"
En hemikryptofyt er en plante, der har rhizomer eller knolde under jorden, eller som har knopskydning under vand. I daglig tale kaldes den slags planter for stauder.